# Erich Rademacher
Erich Rademacher, född 9 juni 1901 i Magdeburg, död 2 april 1979 i Stuttgart, var en tysk vattenpolospelare
och simmare.
Rademacher blev olympisk guldmedaljör i vattenpolo vid sommarspelen 1928 i Amsterdam.